# Comtat de la Vallesa de Mandor
El Comtat de la Vallesa de Mandor és un títol nobiliari espanyol creat el 29 de desembre de 1921 pel rei Alfons XIII a favor d'Enrique Trénor Montesinos.
El títol es va concedir amb Grandesa d'Espanya. La denominació fa referència al paratge de la Vallesa de Mandor, pertanyent al municipi de Paterna a la província de València.

## Comtes de la Vallesa de Mandor
|                         | Titular                                 | Període                 |
| Creació per Alfons XIII | Creació per Alfons XIII                 | Creació per Alfons XIII |
| ----------------------- | --------------------------------------- | ----------------------- |
| I                       | Enrique Trénor Montesinos               | 1921- ?                 |
| II                      | Enrique Trénor y Despujol               |                         |
| III                     | Enrique María Trénor y Lamo de Espinosa | 1953-actual titular     |

## Història dels comtes de la Vallesa de Mandor
- Enrique Trénor Montesinos, I comte de la Vallesa de Mandor, Gentilhome Gran d'Espanya amb exercici i servitud del Rei Alfons XIII.

1. Va casar amb María de la Caridad Despujol y Rigalt, I comtessa de Montornés. El va succeir el seu fill:

- Enrique Trénor y Despujol, II comte de la Vallesa de Mandor.

1. Va casar amb María del Carmen Lamo de Espinosa del Portillo, VII comtessa de Noroña. El va succeir el seu fill:

- Enrique María Trénor y Lamo d'Espinosa, III comte de la Vallesa de Mandor, II comte de Montornés, VIII comte de Noroña.